# Jachdan
Jachdan – wieś w Armenii, w prowincji Lorri. W 2011 roku liczyła 233 mieszkańców.